# Elias Lira
Elias Alves De Lira (Vitória de Santo Antão, 27 de abril de 1939) é um político brasileiro.

## Biografia
Nascido na comunidade rural Sítio Palmeiras, Elias começou a trabalhar ainda jovem como vendedor de mangalho e, posteriormente, abriu seu próprio negócio, em 1974, na Rua Primitivo de Miranda, Centro de Vitória, onde permanece até hoje.
Casado com Jandira Lira, é pai de dois filhos, Janaína Lira, e o deputado estadual Joaquim Lira.

## Trajetória Política
Concorreu pela primeira vez uma eleição em 1980, se elegendo Prefeito de Vitória de Santo Antão aos 41 anos de idade. Voltaria a se eleger ao mesmo cargo em 1993.
Em 1998 foi eleito Deputado Estadual de Pernambuco, sendo reeleito nas eleições de 2002 e 2006.
Tentou sem sucesso as eleições para prefeito em 2000 e 2004, ambas vencidas pelo então Deputado Estadual e Ex-Prefeito José Aglailson.
Nas eleições de 2008 foi eleito para o seu terceiro mandato como Prefeito, sendo reeleito em 2012 derrotando José Aglailson.